# 1122 Нейт
1122 Нейт (1122 Neith) — астероїд головного поясу, відкритий 17 вересня 1928 року.
Тіссеранів параметр щодо Юпітера — 3,360.